# 1566
| 1566               |
| ------------------ |
| Dødsfald - Fødsler |
|                    |

| Gregoriansk kalender | 1566 MDLXVI             |
| Ab urbe condita      | 2319                    |
| Armensk kalender     | 1015 ԹՎ ՌԺԵ             |
| Kinesiske kalender   | 4262 – 4263 乙丑 – 丙寅 |
| Etiopisk kalender    | 1558 – 1559             |
| Jødisk kalender      | 5326 – 5327             |
| Hindukalendere       |                         |
| - Vikram Samvat      | 1621 – 1622             |
| - Shaka Samvat       | 1488 – 1489             |
| - Kali Yuga          | 4667 – 4668             |
| Iransk kalender      | 944 – 945               |
| Islamisk kalender    | 974 – 975               |

Konge i Danmark: Frederik 2. 1559-1588; Danmark i krig: Den Nordiske Syvårskrig 1563-1570
Se også 1566 (tal)

## Begivenheder
- Norske tropper angriber Värmland
- Et dansk felttog i Västergötland standses i september, da der udbryder pest blandt tropperne.
- 7. januar – Pius V bliver Pave til sin død i 1572.

## Født
- 19. juni - Jakob 6. af Skotland fra 1567 og senere i 1603 1. af England til sin død i 1625. Han var gift med Frederik 2.s datter, Anna af Danmark.

## Dødsfald
- 2. juli – Nostradamus, fransk astrolog (født 1503)
- Jacob den Danske, franciskanermunk og missionær dør i Mexico (født ca. 1484)